# ニューヨーク州会議事堂
ニューヨーク州会議事堂（ニューヨークしゅうかいぎじどう、New York State Capitol）は、アメリカ合衆国ニューヨーク州の州都オールバニに立地する同州議会の議事堂。州議会の議場を有し、また、州の各種機関が集中するエンパイア・ステート・プラザ、およびアルフレッド・E・スミス・ビルに隣接して建っており、これらの建物とあわせて、州の政治の中枢をなしている。これらの建物とは地下道でつながっている。
ニューヨーク州会議事堂の建設は1867年から1899年まで32年間にわたって行われた。その間、3グループの建築家が設計・建設に携わった。庁舎のデザインの基となったのはパリの市庁舎であった。当時の政府関連の庁舎としては最も高額の建設費が投じられた建物で、その建設費は約2,500万ドル（当時）、アメリカ合衆国議会議事堂のおよそ2倍に上った。
ロマネスク調とルネサンス調の合わさった建築様式のこの庁舎は、一部の歴史家には「スタイルの戦い」と称された。庁舎内部の階段は「100万ドルの階段」と呼ばれている。また、庁舎の東側には長さ166フィート（約50.6m）に及ぶ石段が設けられている。庁舎の外観はメイン州ハローウェル産の御影石が用いられた。また、庁舎にはシンシン刑務所の囚人が加工した大理石も用いられた。庁舎の高さは最も高いところで220フィート（約67.1m）である。
ニューヨーク州会議事堂は1971年に国家歴史登録財に、また1979年には国定歴史建造物に指定された。

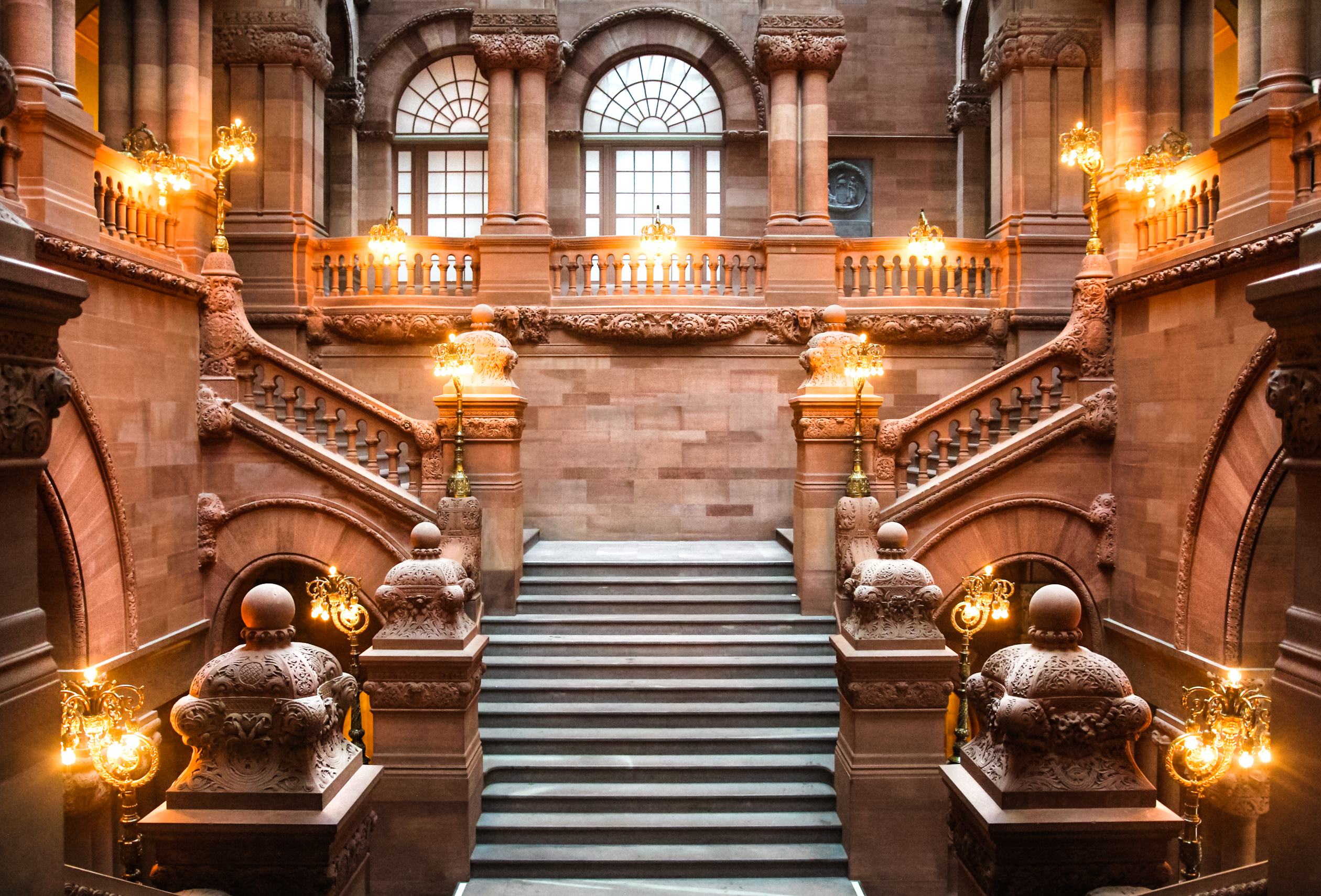
「100万ドルの階段」
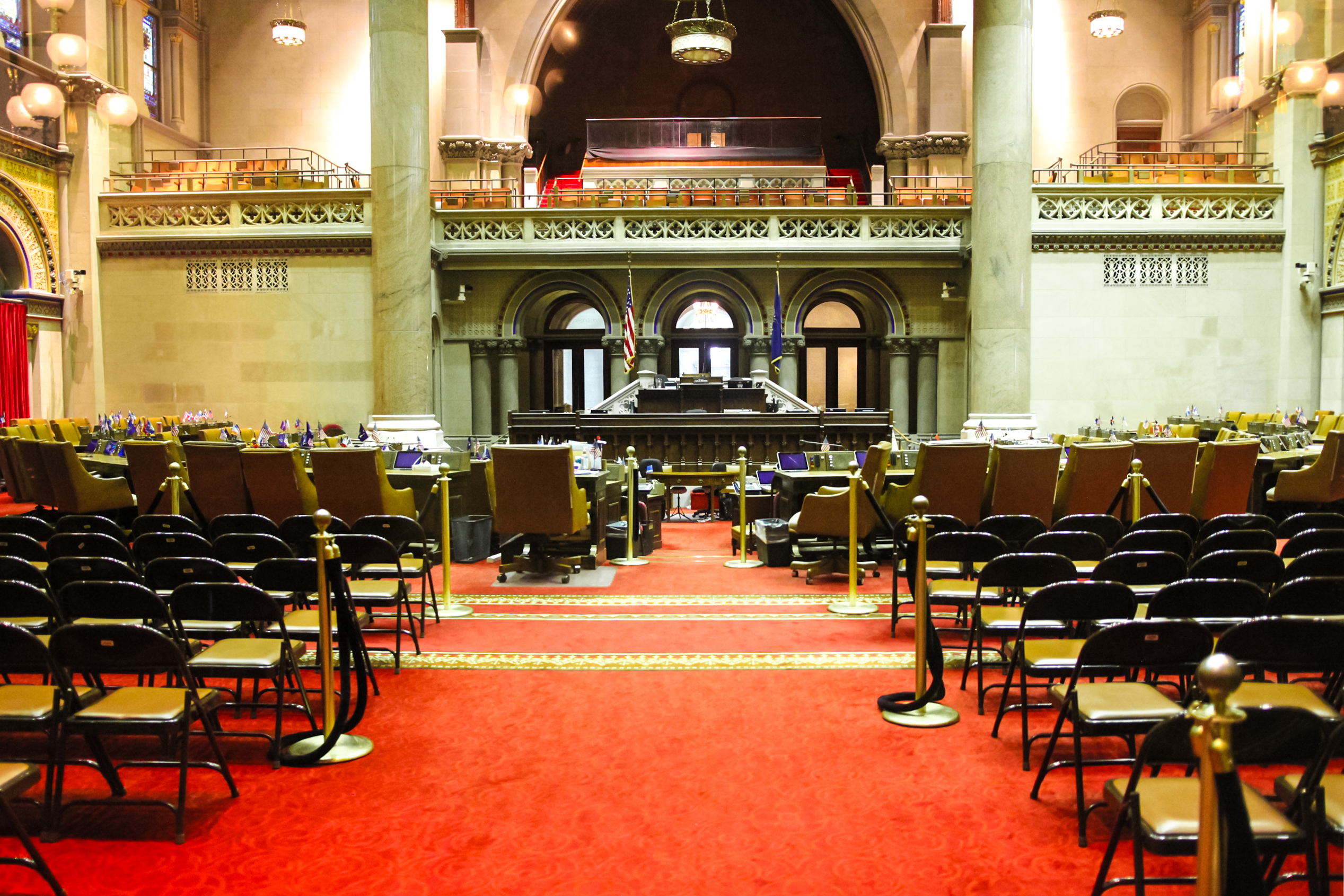
議場
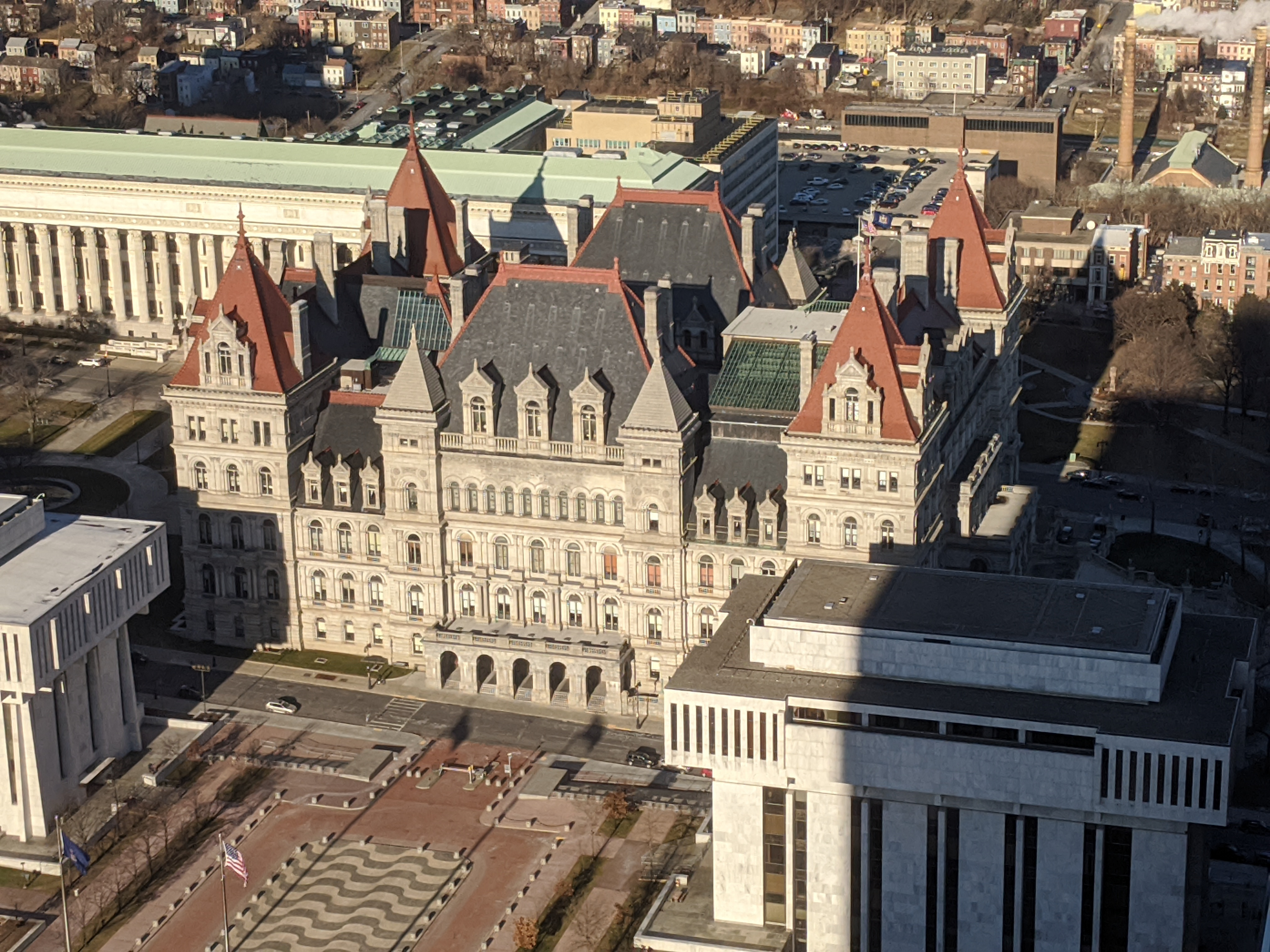
上空から